# Amparo Llanos
Amparo Llanos (27 de maig de 1965) és una guitarrista i compositora espanyola membre del grup de música Dover, fundada el 1992. És la líder de la banda junt amb la seva germana Cristina.
Abans de la fundació de la banda va treballar a la botiga de la seva mare a Majadahonda. Ens les seves influències es troben The Beatles, Nirvana o R.E.M. Dover va treure el seu primer àlbum el 1994 amb la seva germana Cristina (Veus i guitarra), i amb Jesús (bateria), van trobar un baixista (Álvaro Díaz) i van gravar l'àlbum Sister, amb el qual es van emportar una gran decepció en vendre sol 400 còpies. Després arribaria Devil came to me (1997) amb el que van aconseguir un notable èxit de vendes.